# Convento di Santa Maria del Paradiso
Il Convento di Santa Maria del Paradiso, conosciuto anche come Convento dell'Osservanza, è un convento (con annessa chiesa) di Tocco da Casauria ubicato in Via Osservanza.

## Storia

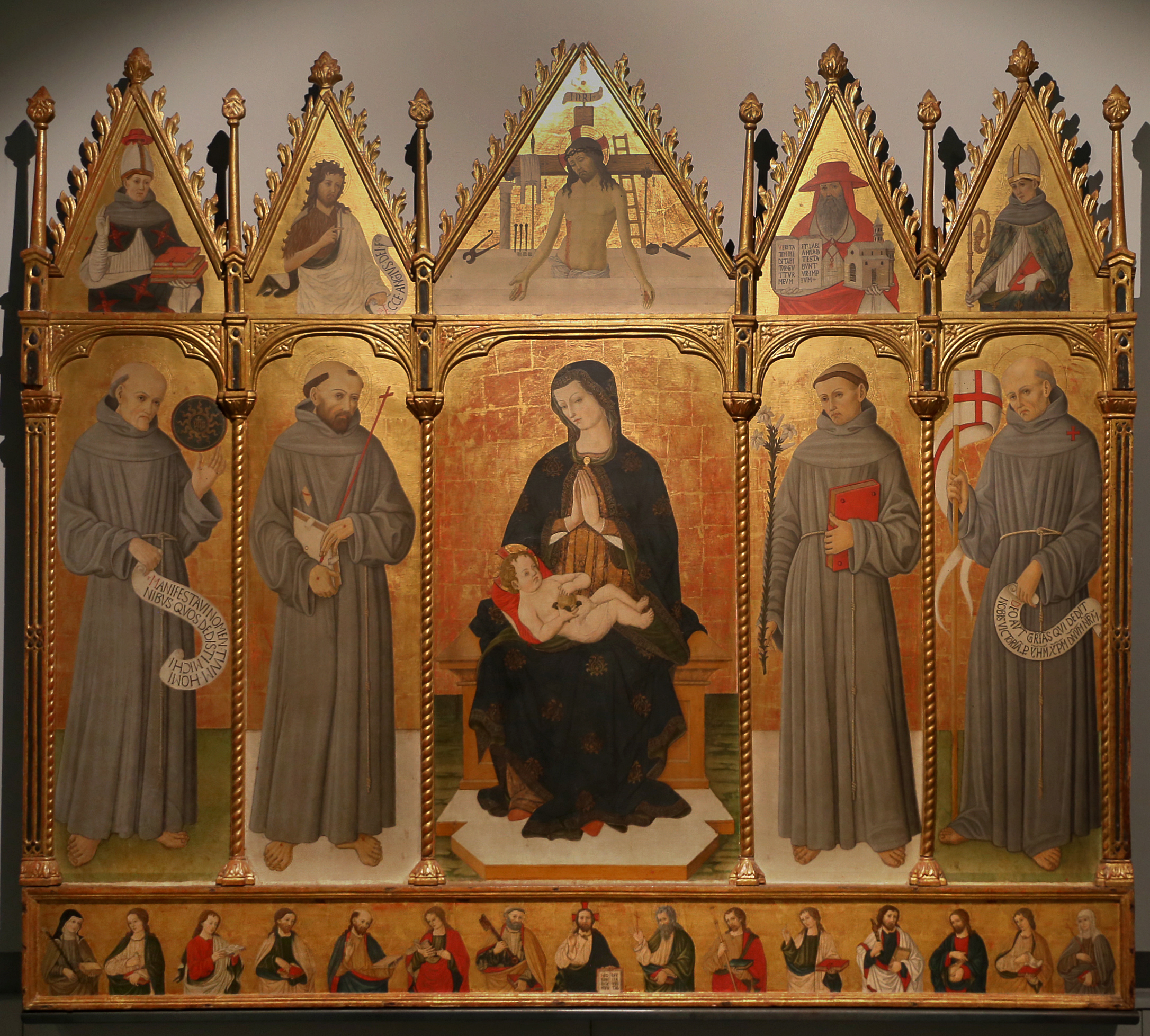
Polittico del Maestro dei Polittici Crivelleschi raffigurante la Madonna col Bambino fra Santi (1489)

Il convento fu costruito sui resti o nelle vicinanze di una cappella dedicata a San Flaviano sulle falde del Monte Rotondo. La sua data di fondazione è incerta, tuttavia è confermato che esistesse già nel 1412. Il terremoto dell'Italia centro-meridionale del 1456 lo distrusse e il vescovo di Chieti Colantino ottenne nel 1466 il permesso da papa Paolo II di ricostruirlo per darlo all'Ordine dei Frati Minori della Regolare Osservanza. Fu quindi riedificato a spese dei cittadini toccolani e completato nel 1470 con il nome di "Santa Maria del Paradiso", nello stesso anno vi si insediò l'Ordine. È a questo convento che originariamente risale il possesso del polittico della Madonna col Bambino del 1489 fatto dal Maestro dei Polittici Crivelleschi.
Fin dalla fondazione del convento, in esso vi era anche una biblioteca ma a cui nel tempo sono stati sottratti i volumi custoditi, prima nel 1791 dove molti libri vennero portati a Napoli, e poi anche agli inizi dell'Ottocento in seguito alle soppressioni napoleoniche degli ordini religiosi operate dopo la conquista francese del Regno di Napoli. Sempre per via delle soppressioni napoleoniche, nel 1811 convento furono chiusi chiesa e convento, ma dopo la sconfitta francese nella campagna d'Italia, le truppe francesi si ritirarono da Tocco nel 1814 ed in seguito alla loro ritirata chiesa e convento vennero riscattate dai frati e riaperti nel 1816.
Nel 1866 il convento venne chiuso di nuovo per via delle soppressioni operate dal Regno d'Italia e alla sua biblioteca vennero di nuovo sottratti diversi volumi, mentre altri andarono distrutti. Il convento riaprì al culto con i frati nel 1871.
Nel 1900 fu aperto nel convento un collegio serafico per il quale fu costruito accanto la struttura del convento, nel 1962, un edificio a tre piani. Tale collegio cessò la sua attività nel 1979.
Durante la seconda guerra mondiale, in seguito agli avvenimenti successivi l'8 settembre '43 (Armistizio di Cassibile) i tedeschi lanciarono subito l'Operazione Achse con l'obbiettivo di occupare la penisola italiana fino alla Linea Gustav. Tocco, trovandosi a nord della Linea Gustav, fu occupata anch'essa dai tedeschi i quali si stabilirono in vari edifici pubblici e privati, tra essi vi fu il Convento di Santa Maria del Paradiso che venne adibito a mattatoio e cucina per le truppe in paese.
Durante il Novecento, prima e dopo la seconda guerra mondiale, convento e chiesa subirono vari restauri.

## Descrizione

### Convento
Il convento ha due piani e nella sua facciata anteriore ha al piano terra 5 archi con colonne, mentre al primo piano 7. Sempre sulla facciata anteriore vi è sia la porta d'ingresso per la chiesa che per il chiostro interno, dentro cui sono affrescate sulle pareti laterali episodi delle vite di San Francesco d'Assisi, di Maria e della Passione di Gesù.

### Chiesa
La struttura è composta da una navata principale alla sua entrata ed una minore laterale a sinistra, sul presbiterio vi è una volta a crociera con sopra degli affreschi. Vi è una sagrestia.
All'interno la chiesa è in stile gotico rinascimentale con rifacimenti barocchi settecenteschi. Sulle mura laterali vi sono dodici affreschi raffiguranti la Via Crucis. Ci sono 3 cappelle e 3 altari laterali ed uno maggiore, quest'ultimo antistante un coro (architettura) con un organo ed un coro (mobilio) in legno.

### Annotazioni
1. ↑  Per questo viene chiamato anche "Convento dell'Osservanza"

### Fonti
1. ↑  Felice Virgilio di Virgilio, Tocco Casauria. Storia Arte Tradizioni, pp. 194-196
2. 1 2 3  Felice Virgilio di Virgilio, Tocco Casauria. Storia Arte Tradizioni, p. 197
3. ↑   Convento di S.Maria del Paradiso, su www.comune.toccodacasauria.pe.it. URL consultato il 27 marzo 2022.
«Chiesa e Convento, edificati nel 1470 dalla pietà del popolo toccolano in contrada Viario, dove, secondo la testimonianza del Chronicon Casauriense sorgeva una chiesetta dedicata a san Flaviano, di proprietà del monastero benedettino, accolsero i Frati Minori della Regolare Osservanza, movimento in seno all'Ordine affermatosi nel Quattrocento ad opera di san Bernardino da Siena e san Giovanni da Capestrano»
4. ↑  Violetta De Luca, Tocco da Casauria, un balcone sulla Val Pescara, pp. 125-126
5. ↑  Sandro Sticca, Il convento di Santa Maria del Paradiso a Tocco Casauria, pp. 40-41
6. ↑   Enrico Santangelo, Per l’Arte in Abruzzo. Nuovi studi (PDF), Ricerche&Redazioniª ed., 2017, ISBN 978-88-85431-03-4. URL consultato il 13 agosto 2022.
7. ↑  Felice Virgilio di Virgilio, Tocco Casauria. Storia Arte Tradizioni, p. 219
8. ↑  Felice Virgilio di Virgilio, Tocco Casauria. Storia Arte Tradizioni, pp. 94-95, 221-222
9. ↑   REGIO DECRETO 7 luglio 1866, n. 3036. URL consultato il 13 agosto 2022.
10. ↑  Felice Virgilio di Virgilio, Tocco Casauria. Storia Arte Tradizioni, p. 222
11. ↑  Felice Virgilio di Virgilio, Tocco Casauria. Storia Arte Tradizioni, pp. 217-218
12. ↑   8 settembre: l'armistizio che divise il Paese, su Focus.it. URL consultato il 28 aprile 2022.
«La reazione tedesca non si fece attendere. «Il comando supremo delle forze armate del Reich diede via al Piano Achse, già pronto da tempo», spiega Elena Aga Rossi: «la notte stessa dell'8 settembre le forze tedesche presero possesso di aeroporti, stazioni ferroviarie e caserme, cogliendo di sorpresa le forze italiane».»
13. ↑   Così il radiomessaggio del generale Badoglio e la "fuga" del Re lasciarono il Paese nelle mani dei tedeschi, su Il Giornale, 5 luglio 2017. URL consultato il 28 aprile 2022.
14. ↑   LINEA DIFENSIVA in "Enciclopedia Italiana", su www.treccani.it. URL consultato il 28 aprile 2022.
«Linea Gustav. - Controllava le due vie di facilitazione per l'avanzata alleata su Roma: la valle del Liri e la linea litoranea. Cassino ne era l'elemento fondamentale. Fu costruita dai Tedeschi. Occupata nel gennaio 1944, fu da essi abbandonata, dopo valida e lunga resistenza, nel maggio 1944»
15. ↑   Basil Liddell Hart, L'invasione dell'Italia: capitolazione e scacco, in Storia militare della Seconda guerra mondiale, traduzione di Vittorio Ghinelli, Arnoldo Mondadori Editore, febbraio 1996  [novembre 1970],  p. 660, ISBN 88-044-2151-7.
16. ↑  Felice Virgilio di Virgilio, Tocco Casauria. Storia Arte Tradizioni, p. 128
17. ↑  Felice Virgilio di Virgilio, Tocco Casauria. Storia Arte Tradizioni, pp. 201, 205, 214, 216
18. ↑  Felice Virgilio di Virgilio, Tocco Casauria. Storia Arte Tradizioni, pp. 204-205
19. 1 2  Felice Virgilio di Virgilio, Tocco Casauria. Storia Arte Tradizioni, p. 199
20. ↑  Felice Virgilio di Virgilio, Tocco Casauria. Storia Arte Tradizioni, p. 202
21. ↑  Felice Virgilio di Virgilio, Tocco Casauria. Storia Arte Tradizioni, p. 200
22. ↑  Felice Virgilio di Virgilio, Tocco Casauria. Storia Arte Tradizioni, pp. 200-203
23. ↑  Violetta De Luca, Tocco da Casauria, un balcone sulla Val Pescara, p. 127